# 굿엔터테인먼트
굿 엔터테인먼트(Good Entertainment)는 2003년 설립된 대한민국의 연예기획사였다. 하지만 소속사의 계속되는 경영난으로 인해 2009년 문을 닫았다. 회사명은 이름 그대로 좋은 기획사라는 뜻이다.

## 당시 소속 연예인
- 신화
- 배틀
- 선민
- 에디
- 린
- 이예린
- 이창명
- 이병진
- 정재환

## 오소녀
오소녀 (五少女)는 굿엔터테인먼트에서 결성한 걸 그룹으로, 2007년에 데뷔를 할 예정이었으나 갑작스러운 재정악화로 인해 데뷔 직전에 해체되었다. 멤버는 지나 (G.NA), 지원 (양지원), 유진 (유이), 유빈, 전효성으로 구성원들 모두 각자 새로운 그룹과 솔로 가수로 데뷔하여 활발한 연예계 활동을 하고 있다. 걸 그룹으로 본격적으로 데뷔하기 전에는 2007년 8월 MTV 《다이어리 오브 오소녀》라는 리얼리티 프로그램으로 2회 출연하였다. 2013년 8월 MBC 《스토리쇼 화수분 - 응답하라 오소녀》에서 유빈을 제외한 모든 멤버들이 한데 모여 출연하였다.